# Ryūnosuke Noda
Ryūnosuke Noda (japanisch 野田 隆之介 Noda Ryūnosuke; * 28. September 1988 in Fukuoka) ist ein japanischer Fußballspieler.

## Karriere
Noda erlernte das Fußballspielen in der Schulmannschaft der Fukuoka Maizuru High School und der Universitätsmannschaft der Japan University of Economics. Seinen ersten Vertrag unterschrieb er 2010 bei Sagan Tosu. Der Verein spielte in der zweithöchsten Liga des Landes, der J2 League. 2011 wurde er mit dem Verein Vizemeister der J2 League und stieg in die J1 League auf. Für den Verein absolvierte er 50 Ligaspiele. 2014 wechselte er zum Ligakonkurrenten Nagoya Grampus. Für den Verein absolvierte er 19 Erstligaspiele. 2017 wechselte er zum Zweitligisten Shonan Bellmare. 2017 wurde er mit dem Verein Meister der J2 League und stieg in die J1 League auf. 2018 gewann er mit dem Verein den J.League Cup. Für den Verein absolvierte er 59 Ligaspiele. 2020 wechselte er zum Zweitligisten Kyoto Sanga FC. Mit dem Verein aus Kyōto feierte er Ende 2021 die Vizemeisterschaft und den Aufstieg in die erste Liga. Nach dem Aufstieg verließ er den Klub und wechselte zum Zweitligisten FC Ryūkyū. Am Ende der Saison 2022 belegte Ryūkyū den vorletzten Tabellenplatz und musste in die dritte Liga absteigen.

## Erfolge
Shonan Bellmare
- Japanischer Zweitligameister: 2017
- Japanischer Ligapokalsieger: 2018

Kyoto Sanga FC
- Japanischer Zweitligavizemeister: 2021  ▲